# Петриченко, Павел Викторович
Павел Викторович Петриченко (укр. Павло Вікторович Петриченко, позывной — Инвестор; 16 апреля 1992, Киев — 15 апреля 2024, Красногоровка) — украинский активист и военнослужащий, младший сержант, участник российско-украинской войны. Герой Украины (2025, посмертно).

## Биография
До полномасштабного российского вторжения в Украину работал проектным менеджером и участвовал в общественных инициативах. Был участником Евромайдана, активным участником инициативы «Кто заказал Катю Гандзюк», организатором акций в поддержку Сергея Стерненко. Работал в фонде Сергея Притулы. В апреле 2022 года пошёл служить в Вооружённые силы Украины в аэроразведку.
Был одним из четырёх авторов Telegram-канала «АРХИПЕЛАГ 95».
29 марта 2024 года петиция Петриченко об ограничении работы онлайн-казино на сайте Офиса президента набрала более 25 тысяч голосов, необходимых для рассмотрения, менее чем за сутки.
Погиб 15 апреля 2024 года вблизи Красногоровки Донецкой области во время выполнения боевого задания.
19 апреля 2024 года состоялось прощание с Павлом в Михайловском соборе в Киеве. На похоронах присутствовали родные, побратимы, активисты инициативы «Кто заказал Катю Гандзюк?», общественный деятель Сергей Притула, ведущий Евгений Янович, военнослужащий, адвокат и общественный деятель Маси Найем, активист и блогер Сергей Стерненко. Всего пришло более тысячи человек. Похоронен в Киеве на Аскольдовой могиле.

## Награды
- Звание «Герой Украины» с удостоением ордена «Золотая Звезда» (8 мая 2025, посмертно) — за личное мужество и героизм, проявленные в защите государственного суверенитета и территориальной целостности Украины, верность военной присяге[3].
- Орден «За мужество» III степени (12 октября 2023) — за личное мужество и самоотверженные действия, проявленные в защите государственного суверенитета и территориальной целостности Украины, верность военной присяге[4].